# Jan Olgierd Dzięgielewski
Jan Olgierd Dzięgielewski (zm. w styczniu 2019) – polski chemik, prof. dr. hab.

## Życiorys
Obronił pracę doktorską, następnie uzyskał stopień doktora habilitowanego. Otrzymał tytuł profesora nauk chemicznych. Był profesorem zwyczajnym w Instytucie Chemii na Wydziale Matematyki, Fizyki i Chemii Uniwersytetu Śląskiego w Katowicach.